# Whitewater Township (Iowa)
Pour les articles homonymes, voir Whitewater Township.
Whitewater Township est un township, du comté de Dubuque en Iowa, aux États-Unis,.

## Source de la traduction
- (es) Cet article est partiellement ou en totalité issu de l’article de Wikipédia en espagnol intitulé « Municipio de Whitewater (Iowa) » (voir la liste des auteurs).